# Serhij Lohinov
Serhij Mykolajovyč Lohinov (in ucraino Сергій Миколайович Логінов?; Dnipro, 24 agosto 1990) è un calciatore ucraino, difensore dell'Oleksandrija.

## Caratteristiche tecniche
È un difensore centrale.

## Carriera

### Club
Cresciuto nel settore giovanile del Dnipro, ha debuttato fra i professionisti nel 2008 con la maglia del Dnipro-75. Il 16 agosto 2015 he esordito in Prem"jer-liha disputando con il Volyn' l'incontro vinto 2-1 contro lo Stal' Kam"jans'ke.

### Nazionale
Nel 2009 ha giocato 2 partite nella nazionale ucraina Under-19.

## Palmarès

### Club
- Perša Liha: 1

Dnipro-1: 2018-2019

### Nazionale
- Campionato d'Europa Under-19: 1

2009